# Колесник, Екатерина Григорьевна
Екатерина Григорьевна Колесник (укр. Катерина Григорівна Колесник; также Колесникова; 1926 — не позже 2008) — украинская советская деятельница сельского хозяйства, звеньевая совхоза «Красная Волна» в Великобурлукском районе. Герой Социалистического Труда.

## Биография
Екатерина Колесник родилась в 1926 году на территории Великобурлукского района в украинской крестьянской семье. Получила начальное образование, в 1944 году начала работать в совхозе «Красная Волна», через три года она возглавила полеводческое звено. В том году совхоз собрал рекордное количество зерновых культур. Особенно большие показатели были в заготовки озимой пшеницы, в частности звено Колесник собрала 37,6 центнера зерна с гектара на общей площади в 25 гектаров. За что Президиум Верховного Совета СССР указом от 13 марта 1948 года удостоил Екатерину Колесник звание Героя Социалистического Труда с вручением ордена Ленина и медали «Серп и Молот». Кроме неё, звание героя получили ещё восемь рабочих «Красной Волны», это был директор совхоза Александр Майборода, руководитель 1-го отдела совхоза Филипп Куценко и звеньевые: Мария Губина, Варвара Житник, Татьяна Лидовская, Пелагея Олейник, Анна Пасмур и Варвара Сиренко. По состоянию на 2008 год она уже была мертва.

## Награды
- Герой Социалистического Труда (13.03.1948)[1]
- орден Ленина (13.03.1948)[1]
- медаль «Серп и Молот» (13.03.1948)[1]
- медали[1]